# NGC 6393
NGC 6393 est une galaxie spirale située dans la constellation du Dragon. Sa vitesse par rapport au fond diffus cosmologique est de 6 551 ± 5 km/s, ce qui correspond à une distance de Hubble de 96,6 ± 6,8 Mpc (∼315 millions d'al). NGC 6393 a été découverte par l'astronome américain Lewis Swift en 1885.